# 길버트대나무여우원숭이
길버트대나무여우원숭이(Hapalemur gilberti)는 여우원숭이과에 속하는 영장류의 일종이다. 마다가스카르의 라노마파나-키안자바토 지역에서만 발견되는 종이다.
이 종은 이전에 동부작은대나무여우원숭이(Hapalemur griseus)의 아종으로 기록되었으나 2007년에 독립된 종으로 명명되었다.